# 아리엘리
아리엘리(이탈리아어: Arielli)는 이탈리아 아브루초주 키에티도에 있는 코무네이다.